# Trichoglottis bipunctata
Trichoglottis bipunctata là một loài thực vật có hoa trong họ Lan. Loài này được (E.C.Parish & Rchb.f.) Tang & F.T.Wang miêu tả khoa học đầu tiên năm 1951.